# Alice écuyère
Alice écuyère (The Ringmaster's Secret, littéralement : Le Secret du Monsieur Loyal) est le trente-et-unième roman de la série Alice (Nancy Drew en VO) écrit par Caroline Quine, nom de plume collectif de plusieurs auteurs. L'auteur de ce roman est Harriet Adams. 
Aux États-Unis, le roman a été publié pour la première fois en 1953 par Grosset & Dunlap, New York. En France, il est paru pour la première fois en 1959 chez Hachette Jeunesse dans la collection « Bibliothèque verte » sous le no 120. 

## Résumé
Remarque : le résumé est basé sur les éditions cartonnées non abrégées parues de 1959 à 1976 en langue française.

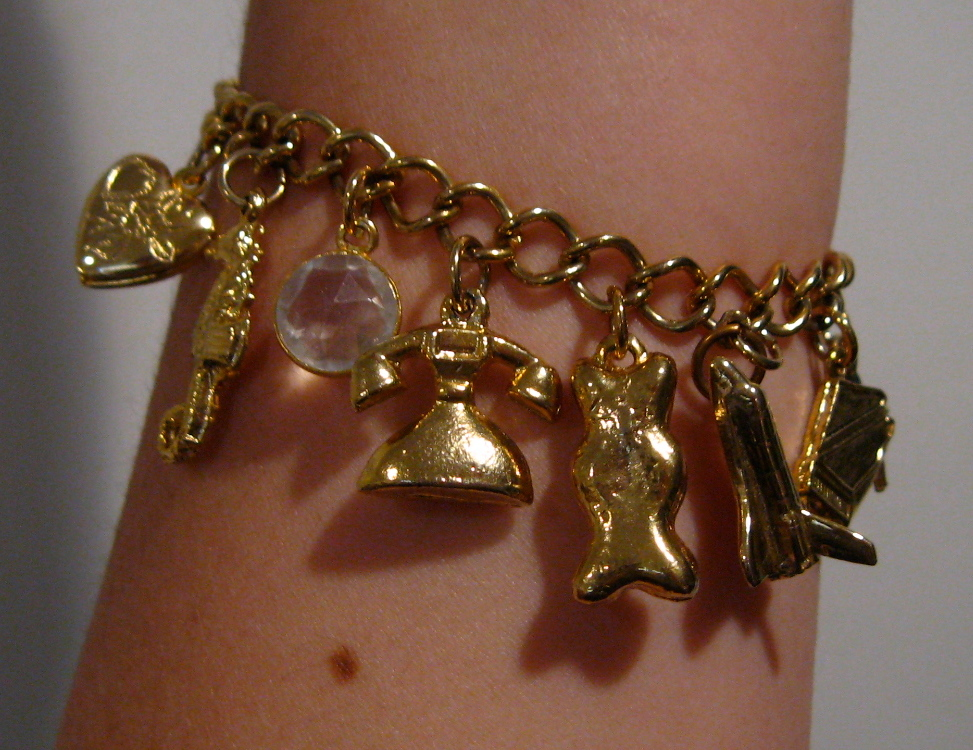
bracelet à breloques

Alice reçoit par la Poste un cadeau de sa tante Elise : un bracelet ancien à breloques dont chaque breloque représente un cheval dans une position différente. Une breloque est toutefois manquante.
Parallèlement, Alice prend des cours d'équitation, et quand arrive à River City le célèbre cirque Sim, elle s'empresse d'assister à une représentation. Elle y rencontre Pedro, un jeune clown, et sa fiancée Lolita, une trapéziste que son père adoptif garde quasi prisonnière du cirque. 
Alice s’aperçoit avec surprise que Lolita possède la breloque qui manque à son bracelet ! Il y a un secret au cirque Sim, et la jeune détective amateur se promet de le découvrir.

## Personnages

### Personnages récurrents
- Alice Roy, dix-huit ans, détective amateur blonde, orpheline de mère, fille de James Roy.
- James Roy, avoué[3] de renom, père d'Alice Roy, veuf.
- Bess Taylor, jeune fille blonde et rondelette, l'une des meilleures amies d'Alice.
- Marion Webb, jeune fille brune et sportive, cousine germaine de Bess et l'une des meilleures amies d'Alice.
- Ned Nickerson, jeune homme brun et athlétique, étudiant à l'université d'Emerson, ami et le chevalier servant d'Alice.
- Sarah, la vieille gouvernante des Roy, qui a élevé Alice à la mort de sa mère.

### Personnages spécifiques à ce roman
- Elise Roy[4], (Eloise Roy en VO), tante célibataire d'Alice, sœur de James Roy.
- M. Karl (Kroon en VO), directeur du cirque Sim.
- Mme Karl, son épouse.
- Lolita, fille adoptive des Karl, jeune trapéziste du cirque Sim.
- Pedro (Pietro en VO), un beau jeune homme, clown au cirque Sim et fiancé de Lolita.
- Daniel Weber, dresseur au cirque Sim.
- Juan et Lola Martinez, les vrais parents de Lolita.
- Francine Miller, danseuse.
- M. Roberto, le maître d'un manège à River City.
- Jimmy, palefrenier au manège de M. Roberto.
- Teddy Parker, un petit garçon voisin des Roy.
- M. Tristan, un malfaiteur.

## Autour du roman
Harriet Adams, l'auteur de ce roman publié en 1953, s'est très vraisemblablement inspiré du film à gros budget tourné un an plus tôt aux États-Unis : Sous le plus grand chapiteau du monde (The Greatest Show on Earth), film qui a remporté un très grand succès, et dont l'histoire se déroule entièrement dans un cirque. Le personnage du clown y est particulièrement important, clown que l'on retrouve également dans ce roman sous les traits de Pedro. La romance entre les trapézistes du film reflète, dans le roman, celle de Pedro le clown et de Lola la trapéziste.

## Éditions françaises
Note : Toutes les éditions ont paru aux éditions Hachette.
- 1959 : Alice écuyère — coll. « Bibliothèque verte » no 120, cartonné (français, version originale). Illustré par Albert Chazelle. Texte français de Hélène Commin. 25 chapitres. 251 p.
- 1966 : Alice écuyère — coll. « Idéal-Bibliothèque » no 314, cartonné (français, version abrégée). Illustré par Albert Chazelle. Texte français de Hélène Commin.
- 1976 : Alice écuyère — coll. « Bibliothèque verte », cartonné (français, originale). Nouvelle couverture (dessinateur non crédité), illustrations intérieures d'Albert Chazelle. Texte français de Hélène Commin. 25 chapitres. 251 p.
- 1985 : Alice écuyère — coll. « Bibliothèque verte » [5], cartonné (français, version abrégée). Couverture de Philippe Daure, illustrations intérieures d'Albert Chazelle.
- 1990 : Alice écuyère — coll. « Bibliothèque verte » no 474, souple (français, version abrégée). Illustré par Philippe Daure.
- 2003 : Alice écuyère — coll. « Bibliothèque verte » (série à timbre), souple (français, version abrégée). Illustré par Philippe Daure.
- 2007 : Alice écuyère — coll. « Bibliothèque verte » (série Marguerite Sauvage), souple (français, version abrégée et modifiée). Illustré par Marguerite Sauvage. Texte français de Hélène Commin. 24 chapitres. 247 p.